# Sharonov (cráter marcià)

Cràter Sharonov (imatge diürna THEMIS)

Sharonov és un cràter d'impacte que pertany al quadrangle Lunae Palus de Mart, localitzat a les coordenades 27.3 Nord de latitud i 301.5 Est de longitud. Té 100 quilòmetres de diàmetre i deu el seu nom a l'astrònom rus Vsevolod Sharonov (1901-1964).
Sharonov s'hi troba situat dins del sistema de drenatge del canal Kasei Valles, el flux de les quals va ser dividit en dues branques principals per la presència del cràter.